# Рено Талисман
„Рено Талисман“ (Renault Talisman) е модел големи автомобили (сегмент D) на френската компания „Рено“, произвеждан от 2015 до 2022 година.
„Талисман“ заменя предходния модел „Рено Лагуна“, като целта му е да конкурира по-успешно на европейския пазар модели като „Фолксваген Пасат“ и „Форд Мондео“.
Моделът се сглобява във Франция и Южна Корея, където се продава и под марката „Самсунг SM6“.